# Papp Márió
Papp Márió (Budapest, 1948. július 27. –) magyar újságíró, író, egyetemi tanár, sakkozó.

## Családja
Szülei: Papp Álmos és Matan Emília voltak.

## Tanulmányai
1966-1971 között a Budapesti Műszaki és Gazdaságtudományi Egyetem Építőmérnöki Karának hallgatója volt. 1971–1983 között gyakornok, tanársegéd, adjunktus; ábrázoló mértant tanított a Budapesti Műszaki és Gazdaságtudományi Egyetem Építészmérnöki Karán. 1973–1976 között az ELTE BTK esztétika szakán tanult. 1974–1975 között elvégezte az Újságíró Iskolát.

## Újságírói munkássága
1972–1976 között A Jövő Mérnöke című egyetemi lap újságírója volt.  1976–1982 között az Ifjúsági Magazinnál dolgozott. 1982–1990 között a Nimród újságírója volt. 1990–1991 között a Világnál volt lapíró. 1991–1993 között a Pesti Hírlap publicistájaként dolgozott. 1993-ban az Értékpapír és Tőzsde valamint a Vadvilág felelős szerkesztője volt. 1993–1995 között a Mai Nap lapszerkesztőjeként tevékenykedett. 1995–1998 között a Blikk napilapnál dolgozott. 1998–2002 között az Ötlet Mozaik főszerkesztője volt. 2002 óta a Közméltóság főszerkesztője.

## Sakkozói pályafutása
1966 óta a Láng-Vasas I. osztályú sakkversenyzője. A Nemzetközi Sakkszövetség 2014. novemberben érvényes ranglistája szerint Élő-pontszáma 1963 volt. Legmagasabb Élő-pontszáma 2065 volt 2004 júliusában.

## Színházi művei
A Színházi Adattárban regisztrált bemutatóinak száma: 1.
- Kiből lehet király (1992)

## Művei
- Arckép, háttérben ifjúsággal (versek, 1976)
- A felszínesség diadala. Esztétikai tanulmány a sznobizmusról és a giccsről (tanulmány, 1978)
- Fáziskésés (versek, 1990)
- Vetetlen égen. Sárvár - tizenegyedszer. Diákírók, diákköltők antológiája (szerkesztette, 1991)
- Határtalan családok (horvát költők, 1991)
- Halálosan ébren (versek, 1992)
- Nagy vadászkönyv (1992)
- 100 híres ember 100 sakkjátszmája (1997)
- A kaland vége (versek, 1997)
- Így sakkoztak ők! (esszé, 1998)
- Köszönöm, jól! (versek, 2001)
- Én írok Önnek (versek, 2001)
- Sakk+história (esszé, 2003)
- Egy pornográf történet (kispróza, 2006)
- Szerelmem, Horvátország (próza, 2007)
- Magyarország 1000 csodája (album, 2007)
- Madárépítészet (versek, 2008)
- Magyarország gyöngyszemei; fotó Kaiser Ottó, szöveg Papp Márió; Alexandra, Pécs, 2011
- Magyarország 1000 csodája; fotó Kaiser Ottó, szöveg Papp Márió; 2. kiad.; Alexandra, Pécs, 2014
- Mit mond a főúr, ha azt mondja... Gasztronómiai magánszótár; ETK Zrt., Bp., 2015

## Filmjei
- Túlérettségi (forgatókönyvíró, 1980)

## Díjai
- Nívódíj (1977)
- KISZ-díj (1978)
- A Művelődési Minisztérium Dicsérete (1983)
- Móricz Zsigmond-ösztöndíj (1984)
- Lucic-díj (2003)